# Uroctea schinzi
Espèce
Uroctea schinzi est une espèce d'araignées aranéomorphes de la famille des Oecobiidae.

## Distribution
Cette espèce se rencontre en Namibie, au Botswana et en Afrique du Sud au Cap-du-Nord,.

## Description
La femelle holotype mesure 10 mm.

## Systématique et taxinomie
Cette espèce a été décrite par Simon en 1887.

## Étymologie
Cette espèce est nommée en l'honneur de Hans Schinz.

## Publication originale
- Simon, 1887 : « Études arachnologiques. 20e Mémoire. XXVIII. Arachnides recueillis dans le sud de l'Afrique par M. le docteur Hans Schinz. » Annales de la Société Entomologique de France, sér. 6, vol. 7, p. 369-384 (texte intégral).